# Wiesław Latała
Wiesław Latała (ur. 17 kwietnia 1965) – polski piłkarz, grający na pozycji pomocnika.

## Kariera
Seniorską karierę rozpoczynał w 1982 roku w Lechii Dzierżoniów, występującej wówczas w IV lidze. W klubie z Dzierżoniowa Latała występował do 1985 roku, po czym przeszedł do Zagłębia Wałbrzych. W sezonie 1985/1986 wałbrzyski klub spadł z II ligi, ale powrócił do niej rok później. Latem 1990 roku został piłkarzem Pogoni Szczecin. W sezonie 1991/1992 Latała awansował wraz z klubem do I ligi. Na najwyższym szczeblu rozgrywkowym zawodnik w latach 1992–1994 rozegrał 62 mecze. W styczniu 1995 roku został zawodnikiem Stilonu Gorzów Wielkopolski.

## Statystyki ligowe
| Sezon         | Klub                       | Liga     | Mecze | Gole |
| ------------- | -------------------------- | -------- | ----- | ---- |
| 1982/1983     | Lechia Dzierżoniów         | IV liga  | ?     | ?    |
| 1983/1984     | Lechia Dzierżoniów         | IV liga  | ?     | ?    |
| 1984/1985     | Lechia Dzierżoniów         | IV liga  | ?     | ?    |
| 1985/1986     | Zagłębie Wałbrzych         | II liga  | ?     | ?    |
| 1986/1987     | Zagłębie Wałbrzych         | III liga | ?     | ?    |
| 1987/1988     | Zagłębie Wałbrzych         | II liga  | ?     | ?    |
| 1988/1989     | Zagłębie Wałbrzych         | II liga  | ?     | ?    |
| 1989/1990     | Zagłębie Wałbrzych         | II liga  | 31    | 4    |
| 1990/1991     | Pogoń Szczecin             | II liga  | 33    | 1    |
| 1991/1992     | Pogoń Szczecin             | II liga  | 33    | 4    |
| 1992/1993     | Pogoń Szczecin             | I liga   | 33    | 0    |
| 1993/1994     | Pogoń Szczecin             | I liga   | 16    | 0    |
| 1994/1995 (j) | Pogoń Szczecin             | I liga   | 13    | 0    |
| 1994/1995 (w) | Stilon Gorzów Wielkopolski | II liga  | 7     | 0    |